# Руй-Санчес, Альберто
Альберто Руй-Санчес (исп. Alberto Ruy Sánchez; род. 7 декабря 1951) — мексиканский писатель и издатель, автор более чем 20 романов, сборников стихов и рассказов, исследовательских работ.

## Биография
Альберто Руй-Санчес родился в Мехико в 1951 году, был старшим из пяти детей. Из-за временных контрактов отца — Хоакина Руй-Санчеса — семье приходилось постоянно переезжать с места на место, так полгода молодой Альберто проводил в Мехико, а остальное время жил на севере страны, включая проживание в г. Сонора и в пустынях Нижней Калифорнии. Альберто Руй-Санчесу было всего пять лет, когда семья жила в пустыне, но воспоминания о её красотах и тайнах остались в памяти молодого писателя на всю жизнь.

### Путешествие в Марокко
В 1975 году Альберто посетил пустыню Сахара первый раз в жизни. С этого момента у писателя начались особые творческие отношения с Марокканской пустыней. Старинный город Могадор упоминается во многих романах писателя. В своем эссе он пишет: «Мое первое путешествие в Могадор получилось длиннее и глубже, чем я ожидал. В начале я был шокирован, что несмотря на то, что Могадор находится так далеко от Мексики, он так похож. Язык жестов, само место, предметы вокруг — казалось, что я очутился в ещё одной Мексике.(…) Мы не должны забывать о том, что в течение восьми веков две третьих из того, что сейчас является Испанией и Португалией было населено арабами… Наследие арабской культуры течет в наших венах…».

### Музы
Перед тем как отправиться в Марокко, Альберто, будучи студентом, получил образование в колледже иезуитов в Мехико, благодаря которому, он пришел к пониманию мира, «как единой реальности, которая может быть осознана и принята только с участием всех шести чувств восприятия.» Таким образом, в своих произведениях, он всегда придерживается принципа: «слушать глазами, смотреть ушами и руками, пробовать на запах…».
Через некоторое время, вся семья Руй-Санчес переехала на постоянное место жительство в Мехико. Альберто в своем эссе вспоминает, что больше всего любил семейные встречи, потому что именно на них он начал рассказывать истории, и это было его любимым занятием. Так он впервые осознал, что хочет быть писателем. Его желание подтвердилось ещё раз, когда в 1975−1976 годах он посетил площадь Джамаа-эль-Фна в Марракеше, на которой поэты и писатели декларировали стихи и представляли свои рассказы.

### Поиск
Альберто Руй-Санчес утверждает, что лучше всего к его жизни и произведениям подходит слово «поиск». Поиск познания в двух смыслах: расследование тайн и аксиом жизни и взгляд внутрь, за грань реальности. У его поиска есть имя: «Желание». Альберто начал писать с целью разобраться в том, чего же хочет женщина, в её желаниях и страстях, мыслях и страхах. Писатель записывал все, что рассказывали ему молодые девушки, незамужние женщины, матери, жены. Так он написал свою первую книгу «Los nombres del aire». Эта тема находит своё продолжение и развитие в последующих романах: «En los labios del agua» (1996), «Los jardines secretos de Mogador» (2001), «Nueve veces el asombro» (2005) и в более позднем «La mano del fuego» (2007).
В романе «Los jardines secretos de Mogador» (México, Alfaguara, 2001) автор описывает этапы проникновения самого чувства желания в тело и сознание, силу эмоций и импульсов, которые получает человек в поиске рая, которым является «тело любимой».

### Признание
Альберто Руй-Санчес получил степень доктора и с 1988 года является издателем национального журнала «Искусство Мексики». За время своего существования журнал получил более 150 национальных и международных наград.
Писатель был удостоен многих литературных премий и почётных званий, в том числе стипендии Фонда Гуггенхайма (Нью-Йорк), премии Хосе Фуэнтеса Марса (Мексика), является почётным членом «Sistema Nacional de Creadores» (Мексика), кавалером французского «Ордена искусств и литературы», почётным гражданином города Луисвилл (США).
Первое произведение Альберто Руй-Санчеса «Los nombres del aire» было удостоено самой высокой национальной награды — литературной премии им. Хавьера Вильяуррутиа, после чего роман и имя автора получили всемирную известность. Произведения Альберто Руй-Санчеса были переведены на множество иностранных языков.
Многие произведения автора переведены на иностранные языки.

## Награды
- 1987, Премия Хавьера Вильяуррутиа[англ.] за роман Los nombres del aire[1].
- 1988, Fellowship, John Simon Guggenheim Foundation, Nueva York.
- 1991, Premio de Literatura José Fuentes Mares, for his book Una introducción a Octavio Paz. New Mexico State University and Universidad de Ciudad Juarez.
- 1993, Honorary Member of the Sistema Nacional de Creadores, México.
- 1998, Honorary Citizen of Louisville, Kentucky.
- 1999, Honorary Member of the chapter Mu Epsilon of the National Hispanic Society Sigma, Delta, Pi, in the USA.
- 1999. Kentucky Colonel, by the Governor of Kentucky.
- 2000. Prix des Trois Continents, for the French edition of his novel En los labios del agua.
- 2001. Officier de l’Ordre des Arts et des Lettres, by the French Government.
- 2002. Honorary Captain of the historical Steam Boat La belle de Louisville".
- 2003. Premio Cálamo, by Librería Cálamo and the Universidad de Zaragoza for Los Jardines Secretos de Mogador, Spain.
- 2005. Gran Orden de Honor Nacional al Mérito Autoral. By the Instituto Nacional del Derecho de Autor. Mexico.
- 2006. Premio a la Excelencia de lo Nuestro. By the Fundación México Unido. México.
- 2006. Premio Juan Pablos al Mérito Editorial. By the Cámara Nacional de la Industria Editorial Mexicana (CANAIEM). Mexico.
- 2017, Национальная премия наук и искусств[англ.][2].